# Pathé Nederland

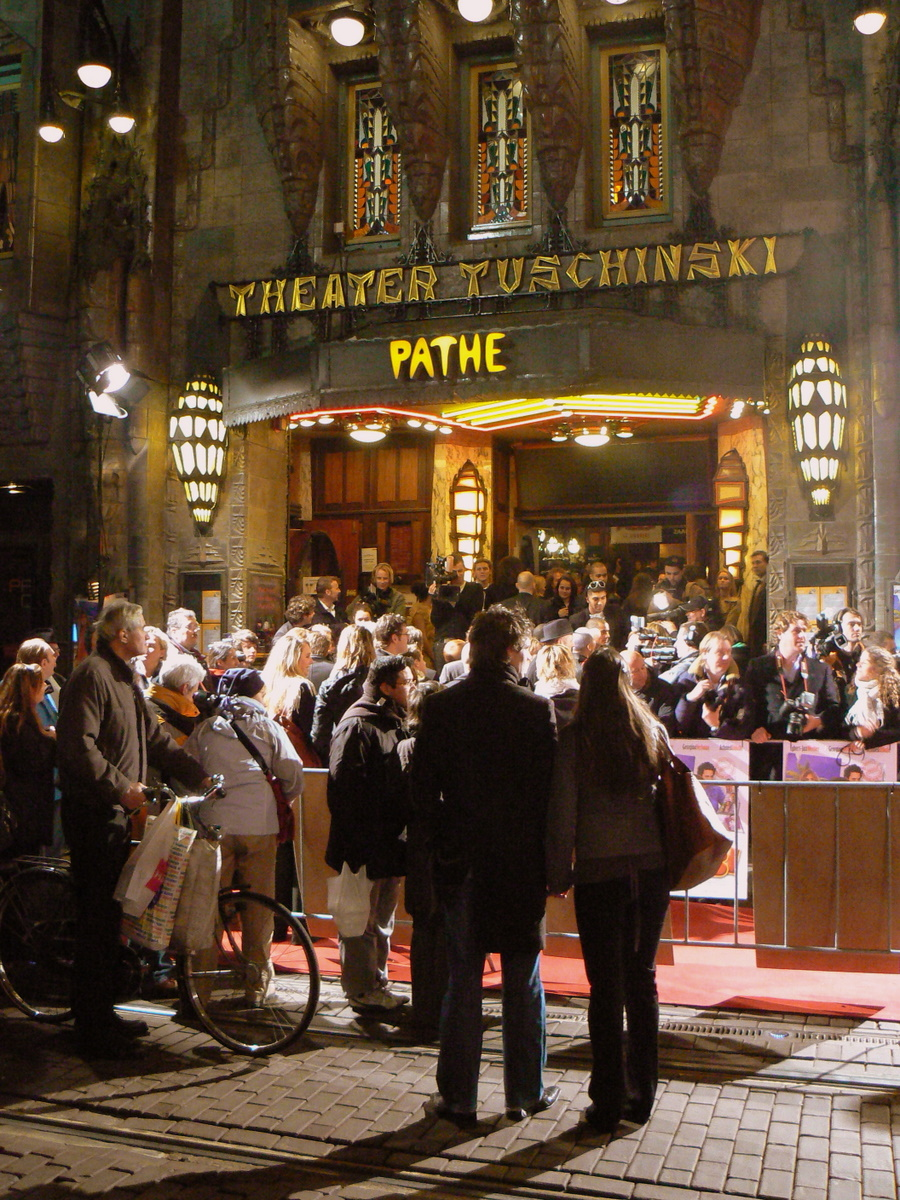
Pathé Tuschinski tijdens een première.

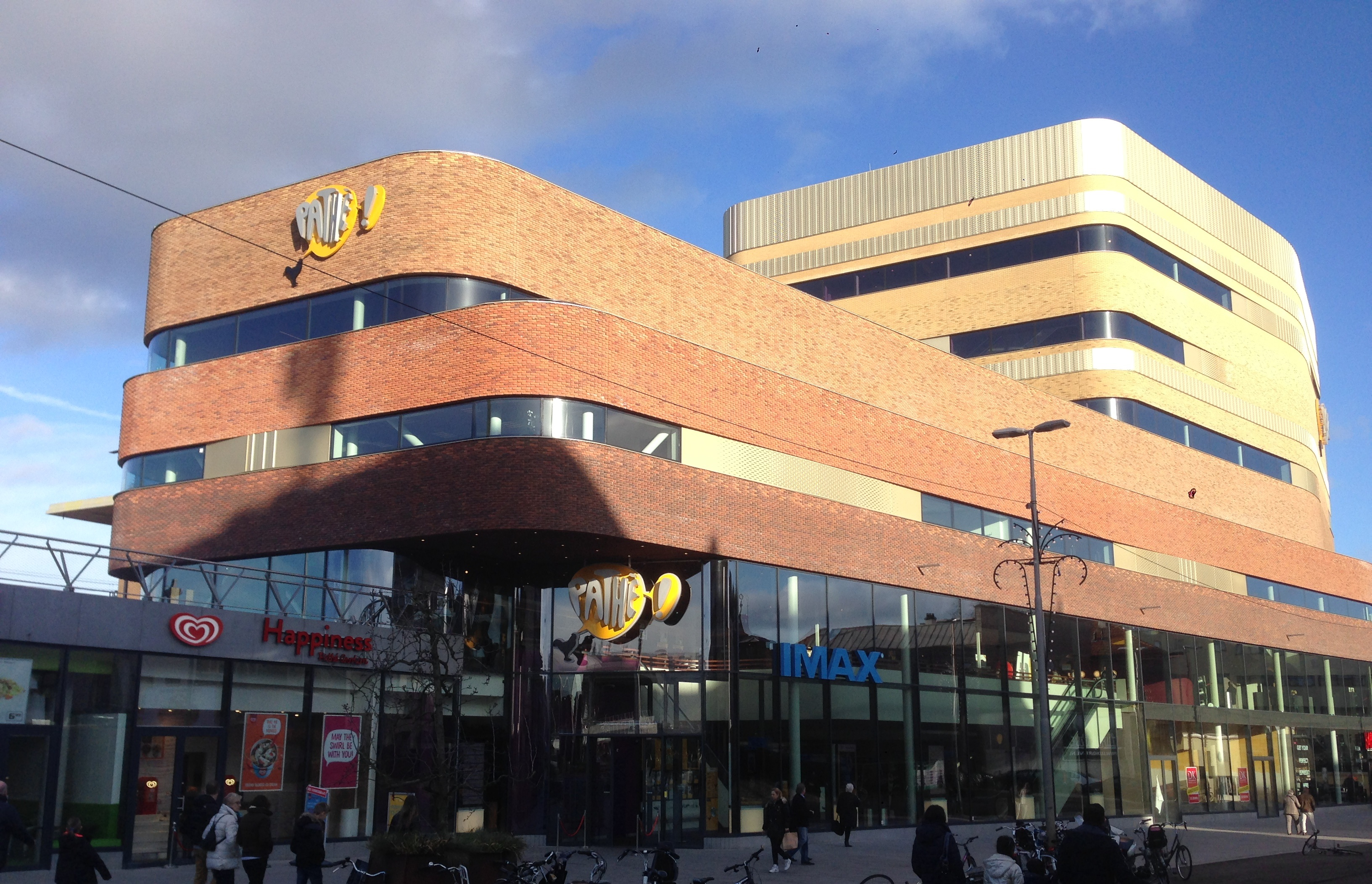
Pathé Arnhem

Pathé Nederland is een keten van bioscopen in Nederland. Pathé Nederland (Pathé Theatres B.V.) had in 2017 een omzet van 209 miljoen euro.
Het bedrijf is onderdeel van de Franse bioscoopgroep Pathé Cinémas. Dit bedrijf, opgericht in 1896, heeft 101 bioscopen met 1117 schermen verdeeld over Frankrijk, Nederland, België, Tunesië en Zwitserland. In Nederland heeft Pathé 30 bioscopen.
Pathé Nederland is sponsor van de Nederlandse Filmacademie.

## Geschiedenis
Het Franse moederbedrijf werd in 1896 opgericht door de gebroeders Pathé.
Pathé begon in 1992 een samenwerking met Warner Bros. en Morgan Creek onder de naam Chargeurs met de realisatie van de bioscoop Movieworld in Scheveningen. De bioscoop opende in april 1995 voor het eerst zijn deuren. In dezelfde periode bracht het consortium een bod uit op de MGM-bioscopen in Nederland. Pathé wilde met de overname van de MGM-bioscopen verdergaan dan zijn partners. Pathé besloot daarop zijn partners Warner Bros. en Morgan Creek uit te kopen en MGM over te nemen. In december 1995 opende Pathé Groningen zijn deuren en vond ook de heropening van Pathé Buitenhof plaats.
Pathé nam in 2010 Minerva Bioscopen over. Minerva Maastricht behoorde voorheen bij Pathé maar werd later afgestoten en overgenomen door Minerva Bioscopen. Door de overname van Pathé keerde Minerva Maastricht weer terug bij Pathé. Drie van de Pathé-bioscopen behoorden oorspronkelijk tot de MustSee-keten.
In 2011 werd de video-on-demand-dienst Pathé Thuis opgericht, die via internet films uitbrengt die minimaal enkele maanden eerder werden vertoond in de bioscoop. Pathé Nederland verzelfstandigde het onderdeel in 2014, maar hield een minderheidsbelang in Pathé Thuis. In 2022 nam Pathé de dienst weer volledig over.
In september 2014 nam Pathé de CineMec-bioscoop in Ede over alsmede de nieuwbouwprojecten in Utrecht en Ressen. CineMec behield zijn eigen merk en kreeg een aparte positie binnen Pathé Nederland. Abonnees van Pathé Unlimited konden ook hun abonnement gebruiken bij CineMec, andere kortingskaarten en cadeaubonnen van Pathé waren ook geldig bij CineMec. In december 2017 kondigde de directrice van Pathé, Dertje Meijer, aan dat in 2018 de drie CineMec-bioscopen omgedoopt zouden worden tot Pathé, waarmee er een einde kwam aan het CineMec-merk.
Op woensdag 28 december 2016 bezochten een recordaantal van bijna 120.000 bezoekers een Pathé-bioscoop. Op deze dag speelden onder andere Rogue One: A Star Wars Story, Soof 2 en Sing in de bioscopen.
Op 18 oktober 2017 werd bekendgemaakt dat Pathé vanaf 1 december 2017 de Cinema- en Tivoli-bioscopen in Leeuwarden en de bioscoop Cinema Hengelo ging overnemen. Cinema Hengelo werd in 2019 verkocht aan Movie Unlimited Bioscopen.
Het bedrijf maakte op 14 november 2019 bekend de bioscopen van Euroscoop over te nemen. De bioscopen van Euroscoop in België zouden bij Pathé België gevoegd worden. Euroscoop Maastricht sloot in maart 2020 definitief zijn deuren, dit vanwege krapte op de bioscoopmarkt in Maastricht, volgens Pathé. De bioscopen van Euroscoop zouden in eerste instantie verdergaan onder hun eigen naam en beleid, maar Pathé kondigde op 18 juni 2020 aan zijn Euroscoop-merk te laten verdwijnen en alleen met Pathé door te gaan. Euroscoop Tilburg, Schiedam en Amsterdam Noord zouden in een tijdsspanne van twee jaar omgevormd worden tot Pathé. De nog te openen Euroscoop Ypenburg zou direct openen onder de Pathé-vlag. Pathé stelde dat het sterker kon opereren met één bioscoopmerk in plaats van twee.
Op 30 september 2024 werd bekendgemaakt dat Pathé de Zeeuwse bioscoopketen CineCity overneemt. Met deze overname vestigt Pathé zich voor het eerst in Zeeland. De bioscopen in Vlissingen en Terneuzen blijven voorlopig nog onder de naam CineCity opereren.

## Bioscopen
Dit is een lijst van bioscopen van Pathé Nederland, nieuwbouwprojecten zijn aangegeven in blauw.
| Gemeente   | Bioscoop                                                                | Kenmerken                      | Zalen | Stoelen  | Pathé opening (originele opening) |
| ---------- | ----------------------------------------------------------------------- | ------------------------------ | ----- | -------- | --------------------------------- |
| Amersfoort | Pathé Amersfoort Bouwproject overgenomen van Minerva in 2010            | ScreenX                        | 8     | 1754     | 2012                              |
| Amstelveen | Pathé Amstelveen                                                        | Pathé Amstelveen               | 7     | ca. 1200 | 2025                              |
| Amsterdam  | Koninklijk Theater Tuschinski Overgenomen van MGM Cinemas in 1995       |                                | 6     | 1431     | 1995 (1921)                       |
| Amsterdam  | Pathé Amsterdam Noord Bouwproject overgenomen van Euroscoop in 2019     | Dolby Atmos                    | 12    | 2500     | 2019                              |
| Amsterdam  | Pathé Arena                                                             | IMAX, 4DX                      | 14    | 2250     | 2000                              |
| Amsterdam  | Pathé City Overgenomen van MGM Cinemas in 1995                          |                                | 7     | 596      | 1995                              |
| Amsterdam  | Pathé de Munt                                                           | Dolby Cinema, 4DX, Relax Seats | 13    | 2415     | 2000                              |
| Arnhem     | Pathé Arnhem                                                            | IMAX, Dolby Atmos              | 9     | 1683     | 2015                              |
| Breda      | Pathé Breda Overgenomen van Minerva in 2010                             | Relax Seats                    | 7     | 1398     | 2010 (2009)                       |
| Delft      | Pathé Delft Overgenomen van Minerva in 2010                             |                                | 7     | 1341     | 2010                              |
| Den Haag   | Pathé Buitenhof Overgenomen van Minerva in 2010                         |                                | 6     | 1372     | 1995 (1935)                       |
| Den Haag   | Pathé Scheveningen                                                      | Dolby Cinema, 4DX, Relax Seats | 8     | 2118     | 1995                              |
| Den Haag   | Pathé Spuimarkt                                                         | IMAX, ScreenX                  | 9     | 2283     | 2008                              |
| Den Haag   | Pathé Ypenburg Bouwproject overgenomen van Euroscoop                    | Relax Seats                    | 8     | 1.442    | 2023                              |
| Ede        | Pathé Ede Overgenomen van CineMec in 2014                               | Relax Seats                    | 9     | 2399     | 2014                              |
| Eindhoven  | Pathé Eindhoven                                                         | IMAX, 4DX, Relax Seats         | 8     | 1662     | 1998                              |
| Groningen  | Pathé Groningen Overgenomen van MGM Cinemas in 1995                     |                                | 9     | 1671     | 1995                              |
| Haarlem    | Pathé Haarlem Bouwproject overgenomen van Minerva in 2010               | Relax Seats                    | 8     | 1277     | 2011                              |
| Helmond    | Pathé Helmond                                                           |                                | 6     | 1108     | 2000                              |
| Leeuwarden | Pathé Leeuwarden Geopend in november 2021                               | Dolby Atmos, Relax Seats       | 7     | 620      | 2021                              |
| Maastricht | Pathé Maastricht                                                        | Dolby Atmos, 4DX               | 8     | 997      | 2015                              |
| Nijmegen   | Pathé Nijmegen Bouwproject overgenomen van CineMec in 2014              | Dolby Atmos, 4DX               | 8     | 1816     | 2016                              |
| Rotterdam  | Pathé de Kuip                                                           | Dolby Cinema, 4DX              | 14    | 2746     | 2002                              |
| Rotterdam  | Pathé Schouwburgplein                                                   | IMAX                           | 7     | 2405     | 1996                              |
| Rotterdam  | Pathé Zuidplein Verwachting start bouw: 2025                            |                                |       |          | 2027                              |
| Schiedam   | Pathé Schiedam Overgenomen van Euroscoop in 2019                        | Dolby Atmos                    | 11    | 2410     | 2019 (2017)                       |
| Terneuzen  | CineCity Terneuzen Overgenomen van CineCity in 2024                     |                                | 4     |          |                                   |
| Tilburg    | Pathé Tilburg Centrum Overgenomen van Minerva in 2010                   | IMAX                           | 7     | 1341     | 2010 (2007)                       |
| Tilburg    | Pathé Tilburg Stappegoor Overgenomen van Euroscoop in 2019              | Dolby Atmos                    | 12    | 2515     | 2019 (2008)                       |
| Utrecht    | Pathé Rembrandt Utrecht Overgenomen van MGM Cinemas in 1995             |                                | 3     | 782      | 1995 (1913)                       |
| Utrecht    | Pathé Utrecht Leidsche Rijn Bouwproject overgenomen van CineMec in 2014 | IMAX, 4DX                      | 7     | 1867     | 2015                              |
| Vlissingen | CineCity Vlissingen Overgenomen van CineCity in 2024                    | Dolby Atmos (CCXL zaal)        | 4     | 1949     | 2024                              |
| Zaandam    | Pathé Zaandam Bouwproject overgenomen van Minerva in 2010               |                                | 6     | 1175     | 2010                              |
| Zwolle     | Pathé Zwolle                                                            | Dolby Atmos, 4DX               | 9     | 1515     | 2016                              |
| 21 (+1)    | 32 (+2)                                                                 |                                | 259   |          |                                   |

Dit is een lijst van voormalige bioscopen van Pathé Nederland. 
| Gemeente   | Bioscoop                | Gesloten | Opmerking                                                       |
| ---------- | ----------------------- | -------- | --------------------------------------------------------------- |
| Leeuwarden | Cinema Leeuwarden       | 2021     | Deze bioscopen zijn vervangen door 1 nieuwe locatie in de stad. |
| Leeuwarden | Tivoli Leeuwarden       | 2021     | Deze bioscopen zijn vervangen door 1 nieuwe locatie in de stad. |
| Maastricht | Euroscoop Maastricht    | 2020     | Deze bioscoop werd gesloten door een krapte op de markt.        |
| Hengelo    | Movie Unlimited Hengelo | 2019     | Deze bioscoop werd verkocht aan Movie Unlimited Bioscopen.      |
| Zwolle     | Pathé de Kroon          | 2016     | Deze bioscoop is vervangen door een nieuwe locatie in de stad.  |
| Arnhem     | Pathé Arnhem            | 2015     | Deze bioscoop is vervangen door een nieuwe locatie in de stad.  |
| Alkmaar    | Harmonie Alkmaar        | 2011     | Deze bioscoop werd verkocht aan JT Bioscopen.                   |
| Haarlem    | Cinema Palace Haarlem   | 2011     | Deze bioscoop is vervangen door een nieuwe locatie in de stad.  |
| Den Haag   | Babylon                 | 1997     | Deze bioscoop voldeed niet meer aan de kwaliteitseisen.         |
| Amsterdam  | Alhambra                | 1997     | Deze bioscoop voldeed niet meer aan de kwaliteitseisen.         |
| Rotterdam  | Calypso                 | 1997     | Deze bioscoop voldeed niet meer aan de kwaliteitseisen.         |
| Rotterdam  | Corso Theater           | 1997     | Deze bioscoop voldeed niet meer aan de kwaliteitseisen.         |
| Rotterdam  | Lumière Theater         | 2003     | Deze bioscoop voldeed niet meer aan de kwaliteitseisen.         |
| Rotterdam  | Cinerama                | 1999     | Deze bioscoop werd verkocht.                                    |

## Horeca
Pathé Nederland exploiteert verschillende horecagelegenheden bij hun bioscopen die vrij toegankelijk zijn. Bij Pathé Groningen, Pathé Buitenhof en Pathé Maastricht heeft het bedrijf het Pathé Café (voorheen bekend als Charlie's) en sinds juli 2020 opereert het bedrijf in Pathé Tuschinski de Bar Abraham, vernoemd naar de oprichter van de bioscoop.
Van 2016 tot 2017 had het bedrijf ook een fast casual restaurant, genaamd Charlie's, bij Pathé Schouwburgplein.

## Onderscheidingen
- 2008: Corporate Fashion Awards.[13]
- 2012: Dutch Interactive Awards voor Pathé Thuis.[14]
- 2015: Populairste website in de categorie vrije tijd.[15]

Pathé was genomineerd voor de volgende onderscheiding.
- 2015: Dutch Interactive Awards, categorie eCommerce & Omnichannel voor pathe.nl.[16]

## CEO-fraude
In 2018 was Pathé doelwit van CEO-fraude waarbij in totaal ruim 19 miljoen euro is buitgemaakt. De dader misleidde twee directeuren (Managing Director en Director Finance) van Pathé Nederland door zich voor te doen als de CEO van het Franse moederbedrijf, en gaf opdracht om geld over te maken voor een project dat nog geheim moest blijven. De dader maakte gebruik van vervalste handtekeningen van hooggeplaatsten van het moederbedrijf, in een e-mailbijlage. De zaak kwam uit na vragen van het hoofdkantoor over geldopnamen van de directeuren uit de "cash-pool" van het moederbedrijf.
De Managing Director is ontslagen. De Director Finance is op staande voet ontslagen wegens het negeren van een groot aantal "red flags". Dit ontslag op staande voet is door de rechter vernietigd, maar wel vervangen door ontslag per 1 december 2018, omdat de rechter er begrip voor heeft dat het hoofdkantoor het vertrouwen in hem op zijn positie heeft verloren.